# Liste der Pfarren im Dekanat Geras
Das Dekanat Geras ist ein Dekanat der römisch-katholischen Diözese St. Pölten.

## Pfarren mit Kirchengebäuden und Kapellen
| Ort                         | Ink.            | Seit                 | Patrozinium                   | Kirchengebäude und Kapellen                     | Bild |
| --------------------------- | --------------- | -------------------- | ----------------------------- | ----------------------------------------------- | ---- |
| Blumau an der Wild          | Geras (OPraem)  | vor 1153             | Hl. Johannes der Täufer       | Pfarrkirche Blumau an der Wild                  |      |
| Drosendorf                  | Geras (OPraem)  | 1150                 | Hll. Petrus und Paulus        | Pfarrkirche DrosendorfStadtkirche Drosendorf    |      |
| Eibenstein                  | Geras (OPraem)  | 1150                 | Hl. Ägyd                      | Pfarrkirche Eibenstein                          |      |
| Felling                     |                 | 1751                 | Hl. Petrus                    | Pfarrkirche Felling                             |      |
| Geras                       | Geras (OPraem)  | 1153                 | Mariä Geburt                  | Stiftskirche Geras                              |      |
| Großau                      |                 | 1784                 | Hl. Laurenz                   | Pfarrkirche Großau                              |      |
| Göpfritz an der Wild        | Geras (OPraem)  | 1783                 | Hl. Johannes Nepomuk          | Pfarrkirche Göpfritz an der Wild                |      |
| Hardegg                     |                 | 12. Jahrhundert/1694 | Hl. Vitus                     | Pfarrkirche Hardegg                             |      |
| Harth                       | Geras (OPraem)  | 1783                 | Hl. Rochus                    | Pfarrkirche Harth                               |      |
| Japons                      | Geras (OPraem)  | um 1155              | Hl. Laurenz                   | Pfarrkirche Japons                              |      |
| Kirchberg an der Wild       | Geras (OPraem)  | 1153/1517            | Hll. Petrus und Paulus        | Pfarrkirche Kirchberg an der Wild               |      |
| Langau                      | Geras (OPraem)  | 1230                 | Mariä Himmelfahrt             | Pfarrkirche Langau                              |      |
| Niederfladnitz              |                 | 1767                 | Mariä Himmelfahrt             | Pfarrkirche Niederfladnitz                      |      |
| Niklasberg                  | Geras (OPraem)  | 1188                 | Hl. Nikolaus                  | Pfarrkirche Niklasberg                          |      |
| Nondorf an der Wild         | Geras (OPraem)  | um 1240/neu 1783     | Mariä Geburt                  | Pfarrkirche Nondorf an der Wild                 |      |
| Oberhöflein                 | Geras (OPraem)  | 1694                 | Allerheiligste Dreifaltigkeit | Pfarrkirche Oberhöflein                         |      |
| Obermixnitz                 | Stift Wilhering | 1786                 | Hl. Petrus                    | Pfarrkirche ObermixnitzOrtskapelle Untermixnitz |      |
| Pernegg in Niederösterreich | Geras (OPraem)  | um 1153              | Hl. Andreas                   | Stiftskirche Pernegg                            |      |
| Pleissing                   | Geras (OPraem)  | 1757                 | Hl. Kunigunde                 | Pfarrkirche Pleissing                           |      |
| Sallapulka                  | Geras (OPraem)  | 12. Jahrhundert      | Mariä Heimsuchung             | Wallfahrtskirche Maria im Gebirge               |      |
| Theras                      |                 | 1112                 | Kreuzerhöhung                 | Pfarrkirche Theras                              |      |
| Trabenreith                 | Geras (OPraem)  | 1762                 | Hl. Johannes Nepomuk          | Pfarrkirche Trabenreith                         |      |
| Walkenstein                 | Geras (OPraem)  | 1112                 | Hl. Margareta                 | Pfarrkirche Walkenstein                         |      |
| Weikertschlag               | Geras (OPraem)  | um 1200              | Hl. Stephan                   | Pfarrkirche Weikertschlag                       |      |
| Weitersfeld                 | Geras (OPraem)  | 1135                 | Hl. Martin                    | Pfarrkirche Weitersfeld                         |      |
| Zissersdorf                 | Geras (OPraem)  | 1783                 | Hll. Johannes und Paulus      | Pfarrkirche Zissersdorf                         |      |

## Dekanat Geras
Das Dekanat umfasst mit der Dekanatsreform 2008 26 Pfarren.
Die Gemeinden befinden sich in vier politischen Bezirken, Bezirk Horn, Bezirk Waidhofen an der Thaya, Bezirk Hollabrunn und Bezirk Zwettl.

## Dechanten
- 2004–2011 Andreas Brandtner, Pfarrer in Langau
- 2011–2015 Josef Welkhammer, Pfarrer in Großau und Obergrünbach[1]
- 2015–2022 Andreas Brandtner, Pfarrer in Langau[2]
- seit 2022 Dominicus Hofer, Pfarrer in Weitersfeld und Pleissing[3]